# Șanțul vomerovaginal
Șanțul vomerovaginal (Sulcus vomerovaginalis) este un șanț situat medial de procesul vaginal  al osului sfenoid  (Processus vaginalis ossis sphenoidalis) care este transformat de aripile vomerului în canalul vomerovaginal (Canalis vomerovaginalis). 